# Grootsporig vlieskelkje
Het grootsporig vlieskelkje (Hymenoscyphus suspectus) is een schimmel behorend tot de familie Helotiaceae. Het leeft saprotroof op grashalmen, zoals riet (Phragmites) en andere kruidachtige stengels. Ook komt het voor op afgevallen bladeren van loofbomen.

## Kenmerken
De ascus is 8-sporig en meet 142-161 × 11-13,8 µm. De ascosporen meten 24,4-29,8 × 5,2-6 µm.

## Verspreiding
Het grootsporig vlieskelkje is een Europese soort. In Nederland komt het vrij zeldzaam voor.